# Tramway de Łódź

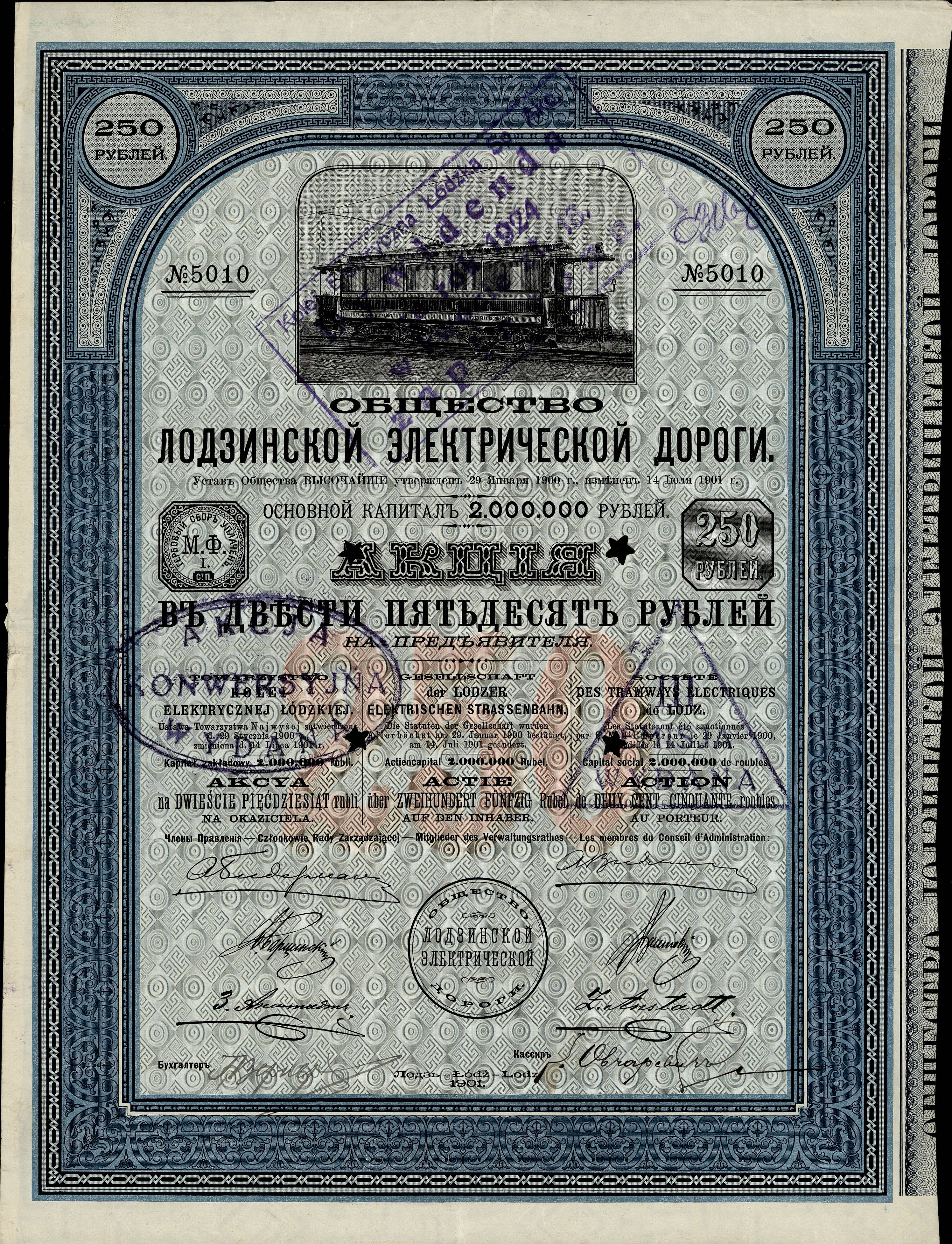
Action du Kolej Elektryczna Lódzka Sp.A., en date du 1901

Le Tramway de Łódź dessert la ville de Łódź par le biais de 17 lignes. Plusieurs compagnies circulent sur ce réseau, datant de 1898.

## Réseau actuel

### Aperçu général
| Ligne | Trajet | Longueur      | Durée du trajet   | Arrêts | Fréquence |
| ----- | --- | ------------- | ----------------- | ------ | --------- |
| 1     | Dw. Łódź Chojny ↔ Helenówek Kilińskiego – Franciszkańska – Wojska Polskiego – pl. Kościelny – Zgierska | 9,7 km        | 38/42 min         | 22     | 15 min    |
| 2     | Dw. Łódź Dąbrowa ↔ Kochanówka Dąbrowskiego – Rzgowska – pl. Niepodległości – Piotrkowska – Kościuszki – Zachodnia – Limanowskiego – Aleksandrowska | 14,6 km       | 62/64 min         | 35     | 15 min    |
| 3     | pl. Niepodległości ↔ Marysin Skrzydlata Piotrkowska – Mickiewicza – Kościuszki – Zachodnia – Zgierska – Dolna – Łagiewnicka – Warszawska | 9 km          | 40/44 min         | 23     | 15 min    |
| 4     | Dw. Łódź Dąbrowa ↔ Helenówek Dąbrowskiego – Śmigłego-Rydza – Kopcińskiego – Narutowicza – Tramwajowa – Węglowa – Rodziny Poznańskich – Pomorska – Plac Wolności – Nowomiejska – Zgierska                                                               | 13,4 km       | 58/60 min         | 35/36  | 15 min    |
| 5     | Chojny Kurczaki ↔ Dw. Łódź Żabieniec Rzgowska – pl. Niepodległości – Piotrkowska – pl. Reymonta – Przybyszewskiego – Kilińskiego – Franciszkańska – Wojska Polskiego – Zgierska – Limanowskiego – Aleksandrowska                                       | 12,6 km       | 58/63 min         | 33/34  | 15 min    |
| 6     | Chojny Kurczaki ↔ Doły Rzgowska – pl. Niepodległości – Piotrkowska – Mickiewicza – Kościuszki – Zachodnia – Ogrodowa – Północna – Nowomiejska – Franciszkańska – Wojska Polskiego – Strykowska                                                         | 12,6 km       | 50/52 min         | 25     | 15 min    |
| 7     | Widzew Augustów ↔ Północna Rokicińska – Puszkina – Przybyszewskiego – pl. Reymonta – Piotrkowska – Mickiewicza – Kościuszki – Zachodnia – Ogrodowa – Północna Kursuje tylko w dni robocze                                                              | 11,7 km       | 50/54 min         | 29/30  | 15 min    |
| 8     | Cm. Zarzew ↔ Kochanówka Lodowa – Przybyszewskiego – Puszkina – Rokicińska – Piłsudskiego – Mickiewicza – Włókniarzy – Limanowskiego – Aleksandrowska                                                                                                   | 18 km         | 64 min            | 35     | 15 min    |
| 9     | Olechów ↔ Zdrowie Ofiar Terroryzmu 11 Września – Odnowiciela – Hetmańska – Rokicińska – Piłsudskiego – Kopcińskiego – Narutowicza – P.O.W. – Rodziny Poznańskich – Kilińskiego – Narutowicza – Zielona – Konstantynowska                               | 14,4 km       | 58/62 min         | 34     | 15 min    |
| 10A   | Widzew Augustów ↔ Retkinia Rokicińska – Piłsudskiego – Mickiewicza – Bandurskiego – Karolewska – Bratysławska – Wyszyńskiego Kursuje tylko w dni robocze                                                                                               | 12,5 km       | 39/41 min         | 25     | 15 min    |
| 10B   | Olechów ↔ Retkinia Ofiar Terroryzmu 11 Września – Odnowiciela – Hetmańska – Rokicińska – Piłsudskiego – Mickiewicza – Bandurskiego – Karolewska – Bratysławska – Wyszyńskiego                                                                          | 17 km         | 52 min            | 32     | 15 min    |
| 11A   | Chojny Kurczaki ↔ Helenówek Rzgowska – Paderewskiego – rondo Lotników Lwowskich – Pabianicka – pl. Niepodległości – Piotrkowska – Mickiewicza – Kościuszki – Zachodnia – Zgierska Kursuje tylko w dni robocze                                          | 10,6 km       | 58/62 min         | 35     | 15 min    |
| 11B   | Chocianowice Ikea ↔ Helenówek Pabianicka – rondo Lotników Lwowskich – Pabianicka – pl. Niepodległości – Piotrkowska – Mickiewicza – Kościuszki – Zachodnia – Zgierska                                                                                  | 16,2 km       | 62/64 min         | 38     | 15 min    |
| 12    | Stoki ↔ Retkinia Telefoniczna – Pomorska – Konstytucyjna – Narutowicza – P.O.W. – Rodziny Poznańskich – Kilińskiego – Narutowicza – Zielona – Gdańska – Kopernika – Włókniarzy – Bandurskiego – Karolewska – Bratysławska – Wyszyńskiego               | 12,8 km       | 52/55 min         | 31     | 15 min    |
| 13    | Dąbrowa Niższa ↔ Teofilów Niższa – Śmigłego-Rydza – Kopcińskiego – Narutowicza – P.O.W. – Rodziny Poznańskich – Kilińskiego – Narutowicza – Zielona – Legionów – Włókniarzy – Limanowskiego – Aleksandrowska                                           | 15,3 km       | 65/67 min         | 33     | 15 min    |
| 14    | Dw. Łódź Dąbrowa ↔ Karolew (Retkinia)* Dąbrowskiego – Śmigłego-Rydza – Piłsudskiego – Mickiewicza – Bandurskiego – Karolewska – Bratysławska (– Wyszyńskiego – Retkinia)* *w soboty, niedziele i święta                                                | 9,5 km /12 km | 35 min /40/42 min | 20 /25 | 15 min    |
| 15    | Chojny Kurczaki ↔ Stoki Rzgowska – Paderewskiego – rondo Lotników Lwowskich – Politechniki – Żeromskiego – Kopernika – Gdańska – Legionów – pl. Wolności – Pomorska – działki – Telefoniczna – Giewont                                                 | 13,8 km       | 62/64 min         | 35     | 15 min    |
| 16    | pl. Niepodległości ↔ Teofilów Pabianicka – rondo Lotników Lwowskich – Politechniki – Żeromskiego – Kopernika – Włókniarzy – Limanowskiego – Aleksandrowska Kursuje tylko w dni robocze                                                                 | 10,8 km       | 49 min            | 25/26  | 30 min    |
| 17    | Chocianowice Ikea ↔ Telefoniczna Zajezdnia Pabianicka – rondo Lotników Lwowskich – Politechniki – Żeromskiego – Kopernika – Gdańska – Legionów – pl. Wolności – Pomorska                                                                               | 14,1 km       | 56/58 min         | 33     | 15 min    |
| 18    | Retkinia ↔ Telefoniczna Zajezdnia Wyszyńskiego – Bratysławska – Karolewska – Bandurskiego – Mickiewicza – Piłsudskiego – Kilińskiego – Rodziny Poznańskich – Węglowa – Tramwajowa – Narutowicza – Konstytucyjna – Pomorska Kursuje tylko w dni robocze | 11,6 km       | 44 min            | 26     | 15 min    |
| 41    | pl. Niepodległości ↔ Pabianice Wiejska Pabianicka – rondo Lotników Lwowskich – Pabianicka – Ksawerów: Łódzka – Pabianice: Warszawska – Zamkowa – Łaska                                                                                                 | 15,3 km       | 50 min            | 30     | 24 min    |

## Matériel roulan

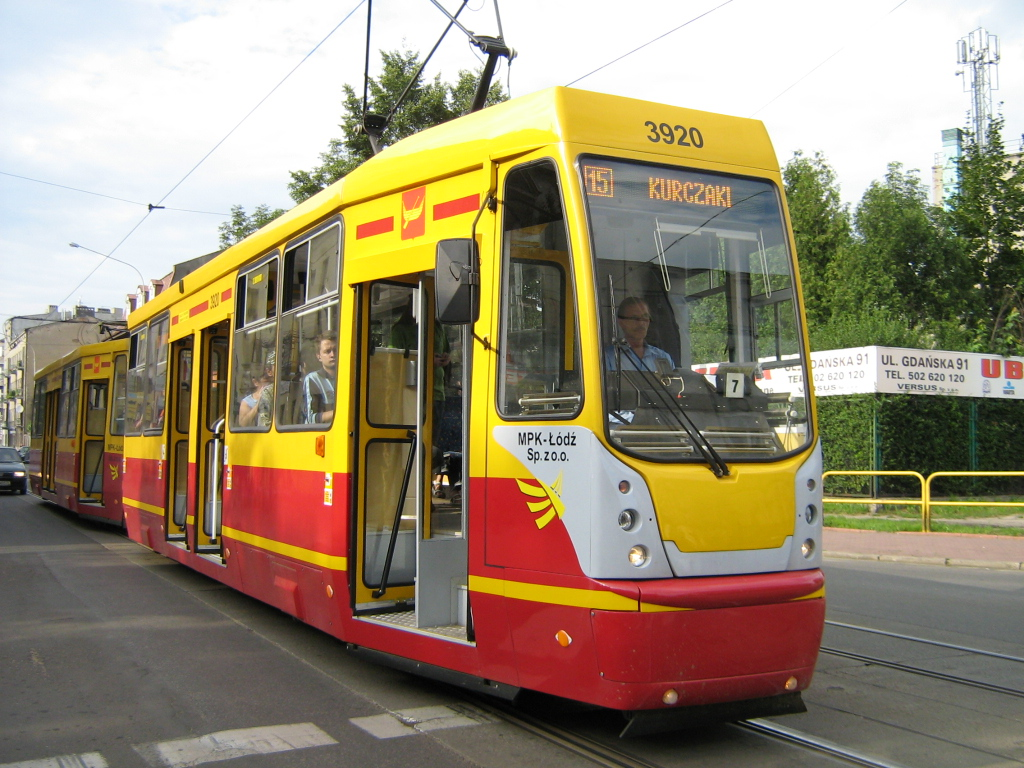
Konstal 805NaND

## Matériel roulant
| Modèle / Modernisation            | Date de mise en service           |                                   | Nombre |
| --------------------------------- | --------------------------------- | --------------------------------- | ------ |
| Original Konstal 805Na            | 1977                              |                                   | 6      |
| Konstal 805NaND                   | 2004                              |                                   | 133    |
| Konstal 805N-ML Woltan            | 2012                              |                                   | 62     |
| AEG/ADtranz GT6M-ZR               | 2023                              |                                   | 10     |
| Düwag M8CN                        | 2014                              |                                   | 18     |
| Düwag NF6D                        | 2017                              |                                   | 34     |
| Bombardier Cityrunner             | 2002                              |                                   | 15     |
| PESA 122N Tramicus                | 2008                              |                                   | 10     |
| PESA 122NaL Swing                 | 2015                              |                                   | 34     |
| Moderus Gamma LF06AC              | 2023                              |                                   | 30     |
| Total                             | Total                             | Total                             | 352    |
| Part des véhicules à plancher bas | Part des véhicules à plancher bas | Part des véhicules à plancher bas | 43 %   |

En décembre 2014, le réseau commande 22 rames Swing au constructeur PESA. Les rames mesurent 30,5 m pour 2,4 m de large, le début de livraison est prévu pour fin 2015.